# Mitzi Kapture
Mitzi Kapture (* 2. Mai 1962 im Riverside County, Kalifornien, als Mitzi Gaynor Donahue) ist eine ehemalige US-amerikanische Schauspielerin, die vor allem ab den späten 1980er Jahren bis Ende der 1990er Jahre durch ihre Auftritte in US-Fernsehserien und US-Filmen internationale Bekanntheit erlangte.
Hauptsächlich bekannt ist sie durch ihre Rolle des Sgt. Rita Lee Lance, der weiblichen Hälfte des Palm Beach-Duos, an der Seite von Rob Estes als Sgt. Chris Lorenzo.

## Leben und Karriere
Mitzi Gaynor Donahue wurde am 2. Mai 1962 im Riverside County im Südosten des US-Bundesstaates Kalifornien geboren. Nachdem die damals 20-Jährige im Jahre 1982 den Sänger und Komponisten Bradley Kapture heiratete, nahm sie dessen Namen an und trat fortan als Mitzi Kapture in Erscheinung. Durch ihren Gatten wurde sie auch Ende der 1980er auch nach Hollywood gelotst, um eine Schauspielkarriere zu starten. So begann sie ihre Karriere als Cowgirl in der Horrorkomödie House II – Das Unerwartete im Jahre 1987. Im gleichen Jahre hatte sie auch einen Auftritt im Drama Dirty Money unter der Regie des Deutschen Raphael Nussbaum. Nach einer Hauptrolle als Debra J. im 1988 veröffentlichten Action-Drama Lethal Pursuit, in dem sie auch einen Nacktauftritt hat, kam ihre Schauspielkarriere ins Laufen. Im gleichen Jahr folgten Engagements in Angel 3 – Die Suche, wo sie abermals eine Hauptrolle als Ex-Prostituierte Molly Stewart, genannt Angel, die einen Callgirl-Ring sprengen möchte, übernahm und in einer Episode der erfolgreichen ABC-Serie MacGyver. 1989 hatte sie noch Auftritte in Crime Task Force an der Seite von Lou Ferrigno und Miles O’Keeffe, sowie in einer Folge von California Bulls, ehe sie 1990 für ein Jahr komplett von der Bildfläche verschwand. In diesem Jahr wurde sie auch in die Hauptrolle der Sgt. Rita Lee Lance in die CBS-Serie Palm Beach-Duo gecastet, wo sie fortan von 1991 bis 1995 in insgesamt 101 Episoden in Erscheinung trat. Diese Rolle trug maßgeblich zu ihrem internationalen Durchbruch als Serienstar bei und brachte ihr auch in den darauffolgenden Jahren diverse Engagements ein. Während dieser Zeit trat sie auch mindestens zwei Mal als Regisseurin der Serie in Erscheinung (3x22 und 4x19); auch ihr Gatte übernahm in einer Episode der CBS-Serie eine Gastrolle.
Nachdem Kapture aufgrund der Schwangerschaft mit ihrer ersten Tochter am Ende der fünften Staffel aus der Serie schied und auch Rob Estes die Serie verließ, um eine Rolle bei Melrose Place zu übernehmen, wurden beide Hauptdarsteller ab der sechsten Staffel durch das Duo Chris Potter als Sgt. Tom Ryan und Janet Gunn als Sgt. Cassandra St. John ersetzt, was sich jedoch negativ auf die Einschaltquoten auswirkte. Die beiden traten daraufhin noch bis zur achten Staffel in Erscheinung, ehe die Serie 1999, aufgrund der schwachen Einschaltquote, ganz eingestellt wurde. Kapture, die in der Anfangszeit des Palm Beach-Duos, im Jahre 1991 auch noch in einer weiteren Episode von MacGyver, sowie in Haupt- bzw. Nebenrollen in den Filmen Perry Mason und der glücklose Freund (1991) und Scary – Horrortrip in den Wahnsinn (1992) in Erscheinung trat, legte im Zuge ihrer Schwangerschaft eine längere Drehpause ein. Erst mit der Hauptrolle des Agent Joanne Jensen im Fernsehfilm Perfect Crime – Perfektes Verbrechen fand sie 1997 wieder den Weg zurück auf den Bildschirm und wurde umgehend in eine der Hauptrollen in der neunten Staffel von Baywatch – Die Rettungsschwimmer von Malibu gecastet. Hier war sie in allen 22 Episoden der neunten Staffel als Rettungsschwimmerin Alex Ryker zu sehen, schied aber, mit dem Wechseln des Handlungsstrangs nach Hawaii, wie der Großteil der bisherigen Besetzung, aus der Serie. Eine Hauptrolle spielte sie 1998 auch noch im Thriller Sein Bodyguard von Artie Mandelberg in der Rolle der Jenny Farrell.
Nach Auftritten in der Komödie The Storytellers von James D.R. Hickox und in Jennifer Petersons preisgekrönten Kurzfilm Pumpkin Hill, legte Kapture aufgrund der Schwangerschaft mit ihrer zweiten Tochter eine weitere Schaffenspause ein. Im Jahre 2002 kehrte sie mit der Rolle der Anita Hodges in der Seifenoper Schatten der Leidenschaft zurück ins Rampenlicht, konnte jedoch in den nachfolgenden Jahren nicht mehr an die Erfolge der 1990er Jahre anknüpfen. In ihrer Rolle als Mutter von Brittany Hodges (anfangs gespielt von Vanessa Lee Evigan, später von Lauren Woodland) sah man sie regelmäßig bis zum Jahre 2004 und war auch noch in mindestens einer Folge im darauffolgenden Jahr 2005 zu sehen. Dazwischen übernahm sie im Jahre 2003 auch eine Gastrolle in der Serie She Spies – Drei Ladies Undercover, einer NBC-Produktion. In den weiteren Jahren brachte sie es noch zu Auftritten in William Tannens Horrorfilm Night of Terror (2006), sowie in Michael Worths Drama God’s Ears, ehe sie sich, nach einem Gastauftritt in einer Episode der CBS-Sitcom Rules of Engagement, ganz aus der Schauspielerei zurückzog und ihre Karriere auf das Schaffen von Dokumentationen verlegte. Bereits im Jahre 2005 veröffentlichte Mitzi Kapture eine Dokumentation über die seltene genetische Krankheit Xeroderma pigmentosum, wobei sie auch als Sprecherin der Xeroderma Pigmentosum Society in Erscheinung tritt. 2015 veröffentlichte sie zudem eine Dokumentation mit dem Titel The Process über den kreativen Prozess als Regisseur und Schauspieler, dargestellt von Schauspiellehrer und -trainer Larry Moss. Noch während ihrer aktiven Zeit war sie als Darstellerin auch an einem von Walter Hill gedrehten Piloten zu einer daraufhin nie übernommenen TNT-Serie mit dem Titel The Dark beteiligt.
In den späteren Jahren fiel sie unter anderem aufgrund verpfuschter Schönheitsoperationen auf.
Zusammen mit ihrem Gatten, von dem sie sich 2009 nach 27 Ehejahren scheiden ließ, hat sie zwei Töchter; die 1996 geborene Madison, sowie die 2002 geborene Emerson Kapture.

## Mitzi Kaptures deutschsprachige Synchronsprecherinnen
Im Laufe ihrer bisherigen Karriere hatte Mitzi Kapture in den diversen deutschsprachigen Synchronfassungen der Film und Serien, an denen sie mitwirkte, zahlreiche verschiedene Synchronsprecher. Als einer der häufigsten Synchronsprecher trat vor allem Evelyn Maron in Erscheinung. Diese lieh ihr in ihrer Hauptrolle als Agent Joanna Jansen in Perfect Crime – Perfektes Verbrechen (1997) die Stimme und war auch ihre deutsche Stimme in der 1991 ausgestrahlten Episode von MacGyver, während in der Folge von 1988 noch Katharina Gräfe die deutsche Stimme Kaptures war. Während sie in der deutschsprachigen Synchronfassung von Scary – Horrortrip in den Wahnsinn (1992) von Traudel Haas gesprochen wurde, lieh ihr in Sein Bodyguard (1998) Marina Krogull die Stimme. Weiters trat Dana Geissler als Stimme Kaptures in Rules of Engagement (2010) in Erscheinung.
In Palm Beach Duo wurde sie von Elisabeth Günther vertont. Über ihre Synchronsprecherin in Baywatch – Die Rettungsschwimmer von Malibu ist nichts bekannt.

## Filmografie
Filmauftritte (auch Kurzauftritte)
- 1987: House II – Das Unerwartete (House II: The Second Story)
- 1987: Dirty Money (Private Road: No Trespassing)
- 1988: Lethal Pursuit
- 1988: Angel 3 – Die Suche (Angel III: The Final Chapter)
- 1989: Crime Task Force (Liberty & Bash)
- 1991: Perry Mason und der glücklose Freund (Perry Mason: The Case of the Maligned Mobster)
- 1992: Scary – Horrortrip in den Wahnsinn (The Vagrant)
- 1997: Perfect Crime – Perfektes Verbrechen (Perfect Crime)
- 1998: Sein Bodyguard (His Bodyguard)
- 1999: The Storytellers
- 1999: Pumpkin Hill (Kurzfilm)
- 2006: Night of Terror
- 2008: God’s Ears

Serienauftritte (auch Gast- und Kurzauftritte)
- 1988+1991: MacGyver (2 Episoden)
- 1989: California Bulls (1st & Ten) (1 Episode)
- 1991–1995: Palm Beach-Duo (Silk Stalkings) (101 Episoden)
- 1998–1999: Baywatch – Die Rettungsschwimmer von Malibu (Baywatch) (22 Episoden)
- 2002–2005: Schatten der Leidenschaft (The Young and the Restless) (mind. 27 Episoden)
- 2003: She Spies – Drei Ladies Undercover (She Spies) (1 Episode)
- 2010: Rules of Engagement (1 Episode)